# ブディ・カリヤ・スマディ
インシニュル・ブディ・カリヤ・スマディ（インドネシア語: Ir. Budi Karya Sumadi、1956年12月18日 - ）は、インドネシアの建築家、実業家、政治家で、ジョコ・ウィドド前進内閣で運輸大臣を務めた。
パレンバンで生まれ育ったスマディは、ガジャ・マダ大学で建築を修めた後に国有不動産会社で働き、最高経営責任者（CEO）まで上り詰めてからアンカサ・プラ2（AP2）に転職した。最終的に2016年には、国務大臣に任命された。同年7月27日には、イグナシウス・ジョナンの後任として第38代運輸大臣に就任した。
2024年10月20日、プラボウォ・スビアントが大統領に就任し新内閣発足、ドゥディ・プルワガンディがスマディの後任として運輸大臣に就任した。